# Габриельянц, Гайк Аветисович
Гайк Аветисович Габриельянц (18 августа 1910, с. Ченанаб, Нахичеванский уезд, Эриванская губерния, Российская империя — 23 февраля 1986, Ташкент, Узбекская ССР, СССР) — советский армянский хозяйственный, государственный и партийный деятель.

## Биография
Родился в 1910 году в Нахичеванской области. Член КПСС с 1939 года.
С 1929 года — на хозяйственной, общественной и политической работе. В 1929—1986 гг. — агроном Андижанского райколхозсоюза, на руководящей советской и партийной работе в Узбекской ССР, секретарь ЦК КП Узбекистана, 1-й секретарь Ферганского обкома КПУ, заместитель Председателя Совета министров Узбекской ССР, 1-й заместитель председателя Среднеазиатского отделения ВАСХНИЛ им. Ленина.
Избирался депутатом Верховного Совета СССР 6-го созыва, Верховного Совета Узбекской ССР 3-9-го созывов.
Умер в Ташкенте в 1986 году.

## Награды
- Три ордена Ленина (в том числе 11.01.1957[1])
- орден Октябрьской Революции
- Три ордена Трудового Красного знамени (в том числе 25.12.1944[2])
- орден Дружбы народов
- орден «Знак Почёта»